# Tencent QQ
Tencent QQ (chiń. 腾讯QQ) – chiński komunikator internetowy. Znajduje się w czołówce najpopularniejszych komunikatorów internetowych w Chinach. Pierwsza wersja programu została wydana w 1999 roku.